# Podedwórze (gmina)
Podedwórze (do 1954 gmina Opole) – gmina wiejska w województwie lubelskim, w powiecie parczewskim. W latach 1975–1998 gmina położona była w województwie bialskopodlaskim.
Siedziba gminy to Podedwórze.
Gmina Podedwórze jest najmniej ludną gminą województwa lubelskiego.
Według danych z 30 czerwca 2019 gminę zamieszkiwało 1627 osób.

## Ochrona przyrody
Na obszarze gminy znajduje się rezerwat przyrody Warzewo chroniący w miejsca lęgowe i ostoję wielu gatunków ptaków w celach naukowych.

## Struktura powierzchni
Według danych z roku 2002 gmina Podedwórze ma obszar 107,2 km², w tym:
- użytki rolne: 72%
- użytki leśne: 15%

Gmina stanowi 11,25% powierzchni powiatu.

## Demografia

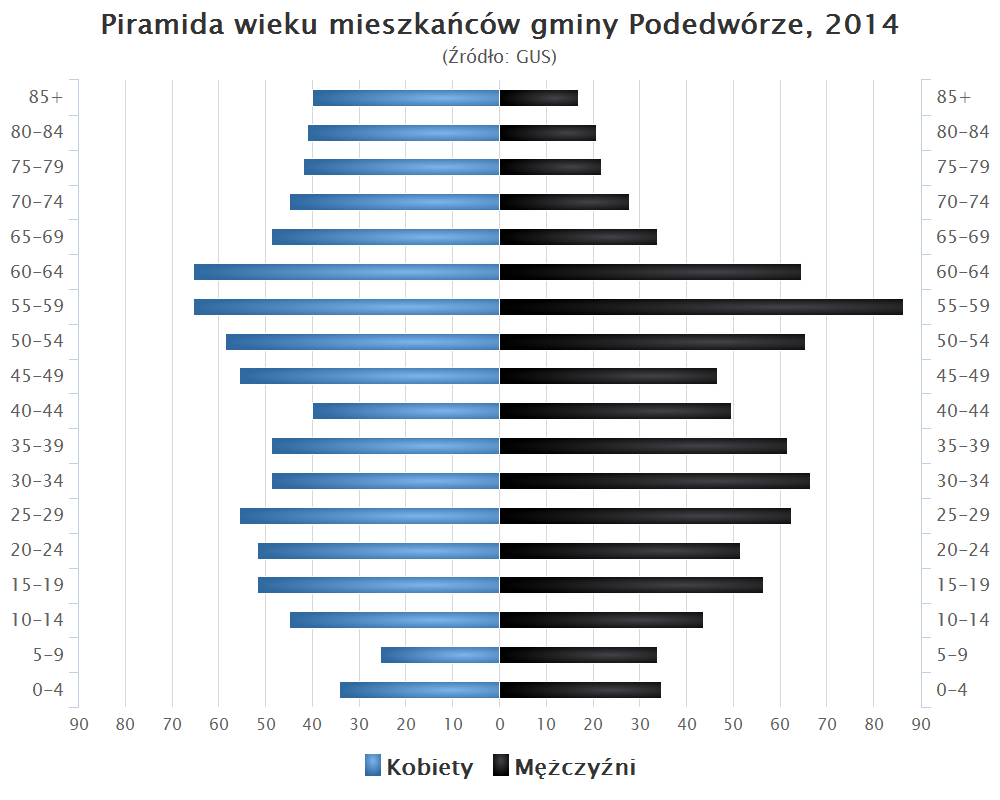
Piramida wieku mieszkańców gminy Podedwórze w 2014 roku

Dane z 30 czerwca 2019:
| Opis                              | Ogółem | Ogółem | Kobiety | Kobiety | Mężczyźni | Mężczyźni |
| --------------------------------- | ------ | ------ | ------- | ------- | --------- | --------- |
| jednostka                         | osób   | %      | osób    | %       | osób      | %         |
| populacja                         | 1627   | 100    | 800     | 49,2    | 827       | 50,8      |
| gęstość zaludnienia (mieszk./km²) | 15,2   | 15,2   | 7,5     | 7,5     | 7,8       | 7,8       |

| Wykaz miejscowości podstawowych i ich części w administracji gminy Podedwórze | Wykaz miejscowości podstawowych i ich części w administracji gminy Podedwórze | Wykaz miejscowości podstawowych i ich części w administracji gminy Podedwórze | Wykaz miejscowości podstawowych i ich części w administracji gminy Podedwórze | Wykaz miejscowości podstawowych i ich części w administracji gminy Podedwórze | Wykaz miejscowości podstawowych i ich części w administracji gminy Podedwórze | Wykaz miejscowości podstawowych i ich części w administracji gminy Podedwórze |
| Nazwa główna                                                                  | Identyfikator SIMC                                                            | Rodzaj obiektu                                                                | Obiekt nadrzędny                                                              | Uwagi                                                                         | Współrzędne geograficzne                                                      |                                                                               |
| ----------------------------------------------------------------------------- | ----------------------------------------------------------------------------- | ----------------------------------------------------------------------------- | ----------------------------------------------------------------------------- | ----------------------------------------------------------------------------- | ----------------------------------------------------------------------------- | ----------------------------------------------------------------------------- |
| Zadnie                                                                        | 0017727                                                                       | część wsi                                                                     | Hołowno                                                                       |                                                                               | 51°38′48″N 23°13′48″E/51,646667 23,230000                                     |                                                                               |
| Feliksów                                                                      | 1023397                                                                       | część wsi                                                                     | Antopol                                                                       | pojedyncza zagroda; wg granic obrębów – część wsi Hołowno                     | 51°39′13″N 23°13′59″E/51,653611 23,233056                                     |                                                                               |
| Ostrów                                                                        | 0017822                                                                       | część wsi                                                                     | Zaliszcze                                                                     |                                                                               | 51°40′09″N 23°09′50″E/51,669167 23,163889                                     |                                                                               |
| Szelemin                                                                      | 0017696                                                                       | część wsi                                                                     | Hołowno                                                                       |                                                                               | 51°37′49″N 23°11′59″E/51,630278 23,199722                                     |                                                                               |
| Leoncin                                                                       | 1023411                                                                       | część wsi                                                                     | Mosty                                                                         | pojedyncza zagroda                                                            | 51°39′46″N 23°15′54″E/51,662778 23,265000                                     |                                                                               |
| Szerokie                                                                      | 0017704                                                                       | część wsi                                                                     | Hołowno                                                                       |                                                                               | 51°39′31″N 23°13′01″E/51,658611 23,216944                                     |                                                                               |
| Kolonia Zaliszcze                                                             |                                                                               | część wsi                                                                     | Zaliszcze                                                                     | występuje w danych PRNG, nie występuje w bazie SIMC                           | 51°39′14″N 23°08′32″E/51,653889 23,142222                                     |                                                                               |
| Wąskie                                                                        | 0017710                                                                       | część wsi                                                                     | Hołowno                                                                       |                                                                               | 51°39′08″N 23°12′43″E/51,652222 23,211944                                     |                                                                               |
| Zadnie                                                                        | 1023612                                                                       | część wsi                                                                     | Zaliszcze                                                                     |                                                                               | 51°38′14″N 23°10′06″E/51,637222 23,168333                                     |                                                                               |
| Załawie                                                                       | 1023629                                                                       | część wsi                                                                     | Zaliszcze                                                                     |                                                                               | 51°39′25″N 23°09′04″E/51,656944 23,151111                                     |                                                                               |
| Horodyszczan                                                                  | 1023405                                                                       | część wsi                                                                     | Mosty                                                                         | brak zabudowy; wg granic obrębów – część wsi Nowe Mosty                       | 51°40′18″N 23°16′44″E/51,671667 23,278889                                     |                                                                               |
| Szlubów                                                                       | 1023457                                                                       | część wsi                                                                     | Opole                                                                         |                                                                               | 51°41′02″N 23°13′15″E/51,683889 23,220833                                     |                                                                               |
| Przednie                                                                      | 0017680                                                                       | część wsi                                                                     | Hołowno                                                                       |                                                                               | 51°38′45″N 23°13′06″E/51,645833 23,218333                                     |                                                                               |
| Ostrówki                                                                      | 1023434                                                                       | część wsi                                                                     | Rusiły                                                                        |                                                                               | 51°42′48″N 23°12′33″E/51,713333 23,209167                                     |                                                                               |
| Wierzbnik                                                                     |                                                                               | przysiółek wsi                                                                | Hołowno                                                                       |                                                                               | 51°39′16″N 23°11′22″E/51,654444 23,189444                                     |                                                                               |
| Załuzie                                                                       |                                                                               | przysiółek wsi                                                                | Hołowno                                                                       |                                                                               | 51°39′57″N 23°11′59″E/51,665833 23,199722                                     |                                                                               |
| Olędry                                                                        |                                                                               | przysiółek wsi                                                                | Podedwórze                                                                    |                                                                               | 51°41′07″N 23°11′19″E/51,685278 23,188611                                     |                                                                               |
| Jedlinka                                                                      |                                                                               | przysiółek wsi                                                                | Hołowno                                                                       |                                                                               | 51°37′47″N 23°13′50″E/51,629722 23,230556                                     |                                                                               |
| Brzeziny                                                                      |                                                                               | przysiółek wsi                                                                | Hołowno                                                                       |                                                                               | 51°39′47″N 23°13′54″E/51,663056 23,231667                                     |                                                                               |
| Rusiły                                                                        | 0017800                                                                       | wieś                                                                          |                                                                               |                                                                               | 51°42′18″N 23°12′45″E/51,705000 23,212500                                     |                                                                               |
| Bojary                                                                        | 0017650                                                                       | wieś                                                                          |                                                                               |                                                                               | 51°40′30″N 23°16′02″E/51,675000 23,267222                                     |                                                                               |
| Grabówka                                                                      | 0017667                                                                       | wieś                                                                          |                                                                               |                                                                               | 51°41′06″N 23°16′14″E/51,685000 23,270556                                     |                                                                               |
| Hołowno                                                                       | 0017673                                                                       | wieś                                                                          |                                                                               |                                                                               | 51°38′46″N 23°11′58″E/51,646111 23,199444                                     |                                                                               |
| Kaniuki                                                                       | 0017733                                                                       | wieś                                                                          |                                                                               |                                                                               | 51°37′49″N 23°10′47″E/51,630278 23,179722                                     |                                                                               |
| Mosty                                                                         | 0017740                                                                       | wieś                                                                          |                                                                               |                                                                               | 51°39′15″N 23°16′42″E/51,654167 23,278333                                     |                                                                               |
| Niecielin                                                                     | 0017762                                                                       | wieś                                                                          |                                                                               |                                                                               | 51°41′35″N 23°15′52″E/51,693056 23,264444                                     |                                                                               |
| Nowe Mosty                                                                    | 0017756                                                                       | wieś                                                                          |                                                                               | do 1999 r. – Mosty, osada                                                     | 51°39′54″N 23°17′06″E/51,665000 23,285000                                     |                                                                               |
| Opole                                                                         | 0017779                                                                       | wieś                                                                          |                                                                               |                                                                               | 51°41′00″N 23°13′21″E/51,683333 23,222500                                     |                                                                               |
| Antopol                                                                       | 0017644                                                                       | wieś                                                                          |                                                                               | do 2001 r. – gajówka                                                          | 51°39′10″N 23°14′36″E/51,652778 23,243333                                     |                                                                               |
| Podedwórze                                                                    | 0017791                                                                       | wieś                                                                          |                                                                               |                                                                               | 51°41′16″N 23°11′59″E/51,687778 23,199722                                     |                                                                               |
| Zaliszcze                                                                     | 0017816                                                                       | wieś                                                                          |                                                                               |                                                                               | 51°38′54″N 23°09′19″E/51,648333 23,155278                                     |                                                                               |
| Piechy                                                                        | 0017785                                                                       | wieś                                                                          |                                                                               |                                                                               | 51°40′15″N 23°14′49″E/51,670833 23,246944                                     |                                                                               |
| Źródło: Główny Urząd Statystyczny rejestr Teryt.                              |                                                                               |                                                                               |                                                                               |                                                                               |                                                                               |                                                                               |

## Sołectwa
Antopol, Bojary, Grabówka, Hołowno, Kaniuki, Mosty, Niecielin, Nowe Mosty, Opole, Piechy, Podedwórze, Rusiły, Zaliszcze.

## Sąsiednie gminy
Dębowa Kłoda, Jabłoń, Sosnówka, Wisznice, Wyryki